# 馬布爾敦 (伊利諾伊州)
馬布爾敦（英語：Marbletown）是位於美國伊利諾伊州富爾頓縣的一個非建制地區。該地的面積和人口皆未知。

## 地理
馬布爾敦的座標為40°13′53″N 90°11′50″W / 40.23139°N 90.19722°W，而該地的平均海拔高度為175米（即574英尺）。